# شخصية عمل

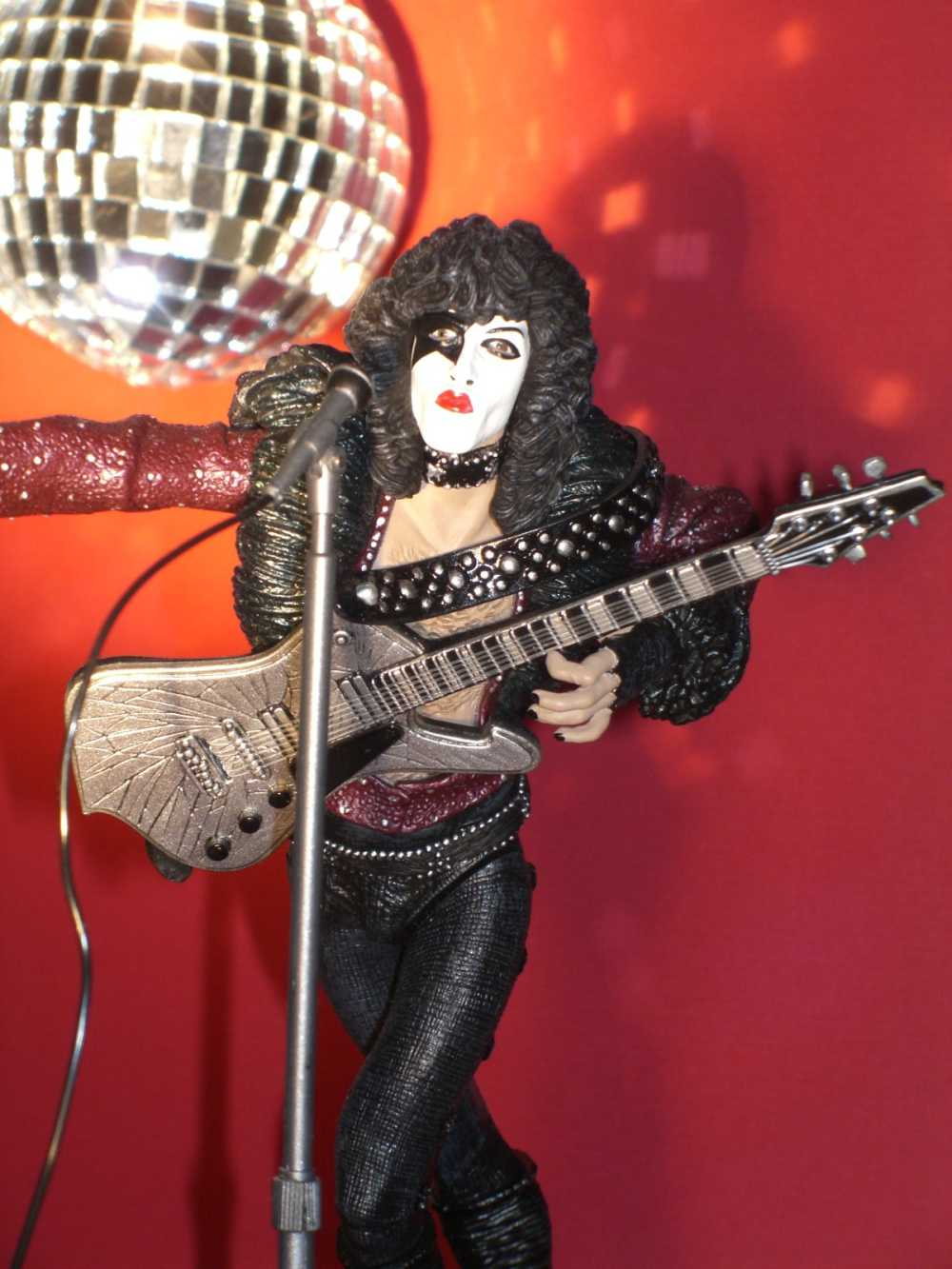

شخصية عمل هي شخصية معمولة بناء على قصة ويتم بناءها غالبا من البلاستيك، الخشب، المعدن أو من الزجاج. أما أحداث القصة تكون إما من فيلم أو من رسوم متحركة أو من لعبة فيديو.